# Karl av Viana
Karl av Viana, född 1421, död 1461, var som Karl IV titulärkung av Navarra 1441–1461.
Han namngavs som Navarras tronarvinge av sin mor. När hon avled 1441, blev han därmed automatiskt erkänd som kung av Navarra. Han kunde dock aldrig ta kontroll över Navarra, då hans far, kungen av Aragonien, genast tog kontrollen och inte ville låta honom tillträda. Hans officiella titel var därför prins av Viana, även om han lagligt sett var kung. 
Han gifte sig 1439, men blev änkling utan legitima barn, även om han fick tre illegitima barn. Han förhandlade om ett nytt äktenskap, men det ägde aldrig rum.
Hans styvmor önskade att hans halvbror skulle ärva både sin fars och Karls riken och såg därför Karl som ett hot. Ett inbördeskrig utbröt mellan far och son. 1452 besegrades Karl, och lovade sin far att avstå från att beträda tronen före sin fars död, vare sig i hans eller i sin döda mors rike. Han flydde sedan till kungen av Neapel. 
458 avled kungen av Neapel och hans far blev kung även där. Han tackade nej till faderns erbjudande att överta Neapels tron. När han planerade att gifta sig med Isabella av Kastilien blev han på sin styvmors önskan fängslad. Därefter reste sig katalonerna till hans förvar, vilket gjorde att han frigavs och erkändes som tronarvinge till Aragonien och Navarra. 
Han avled 1461, utan att ha hunnit gifta om sig och få arvingar, och ryktades ha blivit förgiftad av sin styvmor, vars son sedan blev arvinge till Aragonien medan Navarra lagligen övergick till hans syster Blanka II av Navarra. 